# Ratusz w Drohobyczu

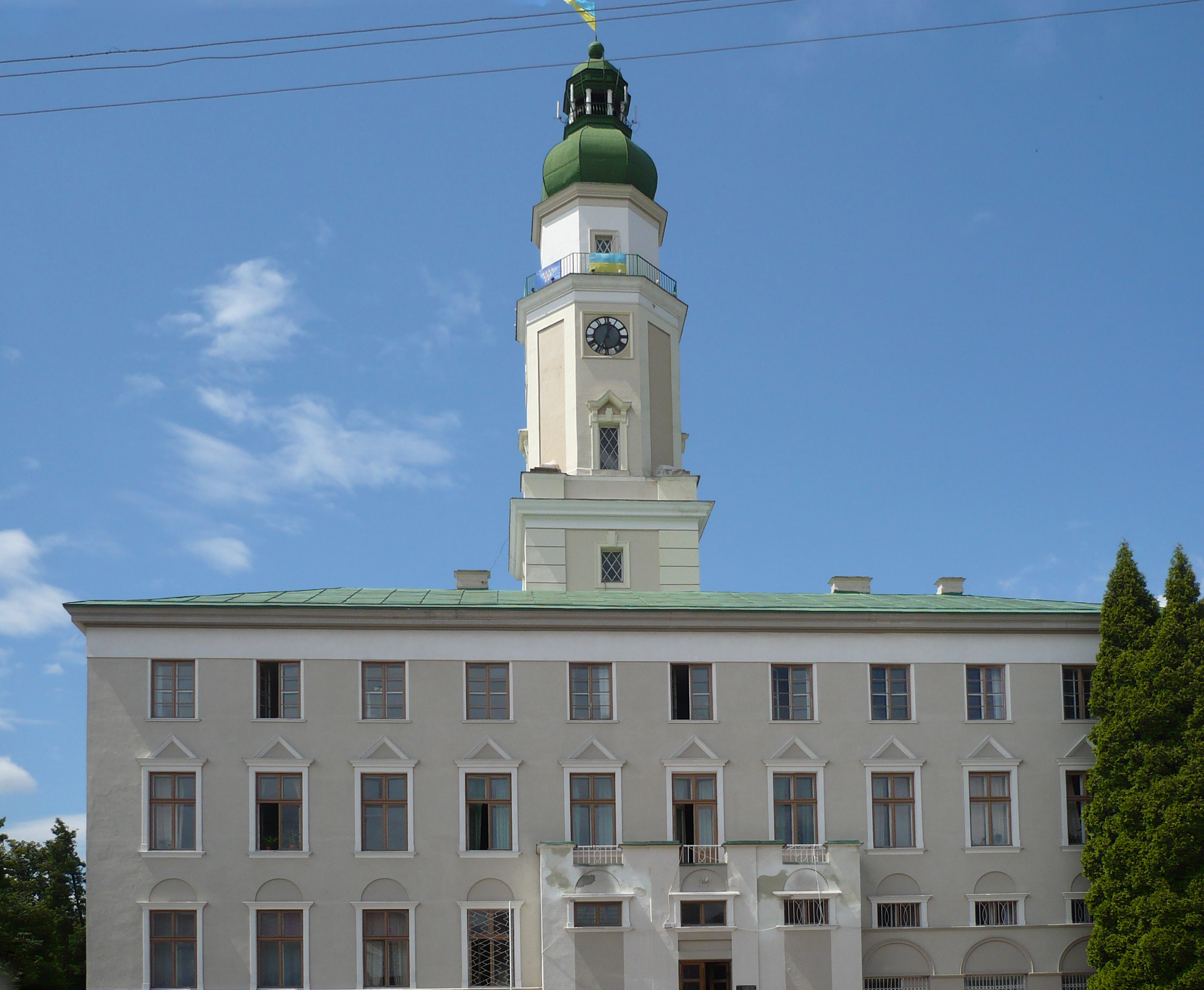
Ratusz w Drohobyczu

Ratusz w Drohobyczu – siedziba władz miejskich Drohobycza wzniesiona w latach 20. XX wieku stoi na środku rynku. Budynek ceglany, wewnątrz znajduje się dziedziniec, otoczony ze wszystkich stron przez ściany budynku. W ratuszu sala marmurowa – miejsce posiedzeń rady miejskiej. Fasada ratusza ozdobiona była rzeźbami gryfów, które zostały zniszczone przez władze sowieckie. Monumentalny, trzykondygnacyjny ratusz z wieżą postawiono na miejscu starszego, którego początki sięgały XVII wieku.